# آواتار: مرزهای پاندورا
آواتار: مرزهای پاندورا (به انگلیسی: Avatar: Frontiers of Pandora، نحوی: آواتار- جبهه‌های پاندورا) یک بازی ویدئویی جهان باز در سبک اکشن-ماجراجویی با دید اول شخص است که بر اساس مجموعه فیلم‌های آواتار ساخته جیمز کامرون توسط شرکت مسیو انترتینمنت توسعه یافته و به‌وسیلهٔ یوبی‌سافت منتشر شده‌است. این بازی در ۷ دسامبر ۲۰۲۳، برای پلتفرم‌های مایکروسافت ویندوز، پلی‌استیشن ۵، ایکس‌باکس سری اکس/اس، و آمازون لونا عرضه شد.

## داستان
بازیکن یک ناوی را کنترل می‌کند و در فرانتیر غرب پاندورا ماجراجویی می‌کند و بایستی بر علیه تهدیدات آردی‌ای مبارزه کند.